# Ochrona in situ
Ochrona in situ (łac. in situ – na miejscu) – ochrona gatunku chronionego, realizowana w jego naturalnym środowisku życia przez zachowanie niezmienionych warunków środowiskowych oraz zaniechanie pozyskiwania osobników tego gatunku lub dostosowanie rozmiarów i metod pozyskiwania do możliwości ich reprodukcji. Ochronie in situ służą przede wszystkim rezerwaty i parki narodowe.